# Михайло Візаров
Михайло Семенович Візаров (рос. Михаил Семёнович Визаров, Майкл Візарофф; 1892—1951) — американський актор російського походження.

## Біографія
Народився 18 грудня 1892 року у Москві. Закінчив школу драматичного мистецтва, його театральний дебют відбувся у Московському Камерному театрі.
1922 року для організації гастролей Камерного театру приїхав до США. Після того, як цей проект не здійснився, він лишився жити у США. Почав зніматися в кіно (спочатку — у німому).
У період із 1925 по 1951 роки зіграв 113 ролей у фільмах. На першій церемонії вручення нагород «Оскар» було відзначено два фільми за участю Візарова — «Два арабські лицарі» Льюїса Майлстоуна та «Останній наказ» Джозефа фон Штернберга.
Помер 27 лютого 1951 року в Лос-Анджелесі від пневмонії. Похований на Голівудському цвинтарі. Саме там похована його дружина — Ніна Візарова (1885—1938).